# Patinação artística nos Jogos Pan-Americanos de 2007 - Feminino
A competição feminina da patinação artística sobre rodas nos Jogos Pan-Americanos de 2007 foi disputada por 9 atletas no Complexo Esportivo Miécimo da Silva nos dias 21 e 22 de julho.

## Medalhistas
| Ouro   | ARG Leila Vanzulli  |
| Prata  | USA Abigail Burris  |
| Bronze | BRA Juliana Almeida |

## Resultados
| Pos.              | Atleta               | CON                | Programa curto | Programa curto | Programa longo | Programa longo |
| Pos.              | Atleta               | CON                | Pontos         | Vitórias       | Pontos         | Vitórias       |
| ----------------- | -------------------- | ------------------ | -------------- | -------------- | -------------- | -------------- |
| Medalha de ouro   | Leila Vanzulli       | ARG Argentina      | 87,4           | 7,0            | 369,7          | 7,0            |
| Medalha de prata  | Abigail Burris       | USA Estados Unidos | 88,0           | 8,0            | 341,8          | 6,0            |
| Medalha de bronze | Juliana Almeida      | BRA Brasil         | 77,0           | 5,0            | 341,6          | 5,0            |
| 4                 | Cecilia Laurino      | URU Uruguai        | 75,6           | 4,0            | 325,2          | 4,0            |
| 5                 | Marisol Villarroel   | CHI Chile          | 78,5           | 6,0            | 326,6          | 3,0            |
| 6                 | Laura Zapata Morales | COL Colômbia       | 73,5           | 3,0            | 314,7          | 2,0            |
| 7                 | Kathleen Montgomery  | CAN Canadá         | 70,7           | 2,0            | 297,2          | 1,0            |
| 8                 | Jessica González     | CUB Cuba           | 68,2           | 1,0            | 292,0          | 1,0            |
| 9                 | Yazmin Caamal Acosta | MEX México         | 67,0           | 0,0            | 276,4          | 0,0            |